# Ivan Brabec
Ivan Brabec (Békéscsaba, 6. prosinca 1907. – Zagreb, 1. veljače 1985.), hrvatski jezikoslovac.
Jedan je od najvažnijih hrvatskih jezikoslovaca koji su izučavali i istraživali govore gradišćanskih Hrvata, posebice govornika kajkavskog narječja.

Za hrvatsko jezikoslovstvo je i značajan i po tome što je dokazivao da su govori sela Umoka i Vedešina hrvatski (sela u zapadnom dijelu Mađarske, južno od Niuzaljskoga jezera) temeljem sukladnosti s ostalim gradišćanskohrvatskim govorima, a ne slovenski, kao što su tvrdili neki slovenski i srpski jezikoslovci.

Jezikoslovstvo ga pamti po njegovim zaslugama za istraživanje govora tuzlanskog područja.
Surađivao je sa Školskim novinama, 

## Djela
(popis nepotpun)
- Gramatika hrvatskosrpskoga jezika (suautor s Matom Hrastom i Sretenom Živkovićem), 1954. (2. izd.)
- Gramatika hrvatskosrpskog jezika , 1963.
- Hrvatski govori u Gradišću, u: Gradišćanski Hrvati, ur. Zvane Črnja, Mirko Valentić, Nikola Benčić, Čakavski sabor, Zagreb, 1973.
- Sto jezičnih savjeta, 1982. (izašlo više izdanja)
- Kajkavci u dijaspori, Hrvatski dijalektološki zbornik, knj. 6., Zagreb 1982.